# Giovanni Domenico Campiglia
Giovanni Domenico Campiglia (Lucca, 1692 – Roma, 1775) è stato un pittore e incisore italiano del periodo rococò.

## Biografia
Giovanni Domenico Campiglia fu un famoso pittore, ma un ancor più famoso incisore del Settecento toscano.
Iniziò i suoi studi a Firenze presso Tommaso Redi, uno dei più fortunati e ricercati pittori che lavorarono per gli ultimi Medici. Ma un altro dei suoi maestri fu il quadraturista Lorenzo del Moro, dal quale apprese l'arte degli sfondi architettonici che gli serviranno molto nel suo lavoro di incisore.
Si distinse anche a Bologna dove strinse rapporti con la cerchia di Giovanni Gioseffo dal Sole, città dove, come ci dice il Gori Gandellini nelle sue Notizie degli intagliatori con osservazioni critiche: "...dipinse assai...". Conosciamo infatti una sua tela per un altare nella Chiesa di San Giovannino degli Scolopi.
Fra i committenti delle sue incisioni il più importante fu, forse, l'erudito Anton Francesco Gori che richiese la sua opera per illustrare, nel 1734, il suo volume Museum Florentinum con incisioni che riproducevano i capolavori dei grandi pittori fiorentini del passato. Campiglia dimostrò un'abile maestria nel tradurre in incisione queste grandi opere tanto che papa Clemente XII lo volle a Roma, dove l'erudito Giovanni Gaetano Bottari aveva iniziato una sua opera sui Musei Capitolini. Lo stesso Bottari loda il pittore nell'Introduzione al terzo volume di questa grossa opera:
(G. G. Bottari, Museo Capitolino, tomo III, Introduzione)
Famosi anche i suoi ritratti dei pittori suoi contemporanei raccolti nel volume Raccolta di 324 ritratti di artisti eccellenti pubblicata tra il 1790 e il 1796.
Le riproduzioni delle antiche statue presso i musei romani furono molto ricercate dai viaggiatori stranieri, in particolare inglesi, e quindi molto diffuse in Europa.
Il Lanzi, nel suo tomo Storia pittorica dell'Italia parla più che altro della sua opera d'incisore, ma anche di pittore non dandoci però nessuna indicazione sulle sue opere, se non di un Autoritratto che si trova nell'omonimo corridoio della Galleria degli Uffizi. Mentre Antonio Nibby ricorda una sua tela con il Ritratto di Rubens nella Galleria Corsini a Roma e Padre Richa, nelle sue Notizie istoriche delle Chiese fiorentine gli attribuisce una tela con San Nicola di Bari nella chiesa di San Giovanni degli Scolopi.
(Luigi Lanzi, Storia Pittorica dell'Italia: dal Risorgimente delle belle arti fin presso al fine del XVIII secolo)
Per le incisioni ebbe molti collaboratori, il più assiduo è stato sicuramente Antonio Pietro Pazzi, col quale incise i ritratti dei pittori.